# 朴寅煥
朴 寅煥 （パク・インファン、朝: 박인환、1926年 - 1956年）は韓国の詩人。江原道麟蹄郡出身。本貫は密陽朴氏。

## 略歴
朴寅煥は1926年、江原道の麟蹄郡で生まれた。平壌医学専門学校で勉強中に光復を迎え、学業を放棄した。鐘路で「マリ書」という本屋を営みながら多くの詩人と知り合い、1946年から詩を書き始めた。「町並み」「南風」「地下室」などを発表する一方、「アメリカの映画試論」を始めとした多くの映画の評論を書き、 1949年には金璟麟、金洙暎などと共に「新しき都市と市民たちの合奏」を刊行してモダニズムの仲間入りした。1955年には「朴寅煥選詩集」を刊行した。「時が経つと」「木馬と淑女」などは広く愛誦される詩である。 
朴寅煥は通俗を嫌悪し、原稿を書くときは句読点一つにも気を使う細かい人だったという。1955年、彼は大韓海運公社に勤めて、何の計画ももたないまま南海号という外航船に乗り外国に出た。3ヶ月後に帰ってきた彼は 「アメリカの始まり」という作品を発表した。 